# Patricia Bredin
Pour l’article homonyme, voir Bredin.
Patricia Bredin, née le 14 février 1935 à Hull en Angleterre et morte le 13 août 2023 en Nouvelle-Écosse (Canada), est une actrice et chanteuse britannique. 
Elle est surtout connue pour avoir été la première représentante du Royaume-Uni au Concours Eurovision de la chanson en 1957. Elle chanta All (Tout) et se classa 7e avec six points.
En 1964, elle se marie avec le chanteur Ivor Emmanuel. Ils divorcent deux ans plus tard et n'ont pas d'enfants.
Elle se marie une deuxième fois avec l'homme d'affaires canadien Charles MacCulloch et devient Patricia Bredin-McCulloch. Son mari meurt quelques jours plus tard.